# Fries (Virgínia)
Fries é uma cidade  localizada no estado norte-americano de Virginia, no Condado de Grayson.

## Demografia
Segundo o censo norte-americano de 2000, a sua população era de 614 habitantes.
Em 2006, foi estimada uma população de 564, um decréscimo de 50 (-8.1%).

## Geografia
De acordo com o United States Census Bureau tem uma área de
2,1 km², dos quais 1,7 km² cobertos por terra e 0,4 km² cobertos por água.

## Localidades na vizinhança
O diagrama seguinte representa as localidades num raio de 28 km ao redor de Fries.